# Viés de uso de códon
Viés de uso de códon (português brasileiro) ou codão (português europeu) refere-se a diferenças na frequência de ocorrência de códons sinônimos na codificação de DNA. Um códon é uma série de três nucleotídeos (um tripleto) que codifica um aminoácido resíduo específico em uma cadeia de polipeptídeo ou para a terminação de translação (códons de parada).

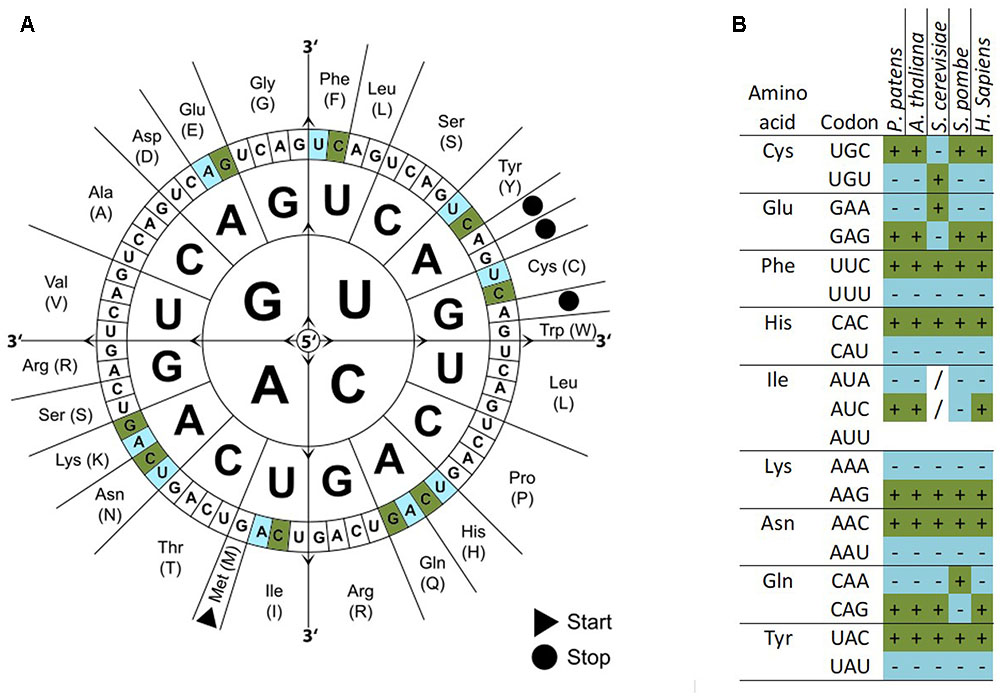
Viés de uso de codão em Physcomitrella patens.

Existem 64 códons diferentes (61 códons codificando para aminoácidos mais 3 códons de parada) mas apenas 20 aminoácidos diferentes traduzidos. A superabundância no número de códons permite que muitos aminoácidos sejam codificados por mais de um códon. Por causa de tal redundância, é dito que o código genético é degenerado. Os códigos genéticos de diferentes organismos são frequentemente inclinados a usar um dos vários códons que codificam o mesmo aminoácido sobre os outros — isto é, uma maior frequência de um será encontrada do que o esperado por acaso. Como tais vieses surgem é uma área muito debatida de evolução molecular. Tabelas de uso de códons detalhando o viés de uso de códon genômico para a maioria dos organismos em GenBank e RefSeq pode ser encontrado no HIVE-Codon Usage Table database.
É geralmente reconhecido que os vieses de códon refletem um equilíbrio entre vieses mutacionais e seleção natural para otimização translacional. Códons ótimos em microrganismos de crescimento rápido, como Escherichia coli ou Saccharomyces cerevisiae (fermento de padeiro), reflete a composição de seus respectivos pool de tRNA genômico. Acredita-se que os códons ideais ajudam a alcançar taxas de tradução mais rápidas e alta precisão. Como resultado desses fatores, espera-se que a seleção translacional seja mais forte em genes altamente expressos, como é de fato o caso para os organismos acima mencionados. Em outros organismos que não apresentam altas taxas de crescimento ou que apresentam genomas pequenos, a otimização do uso de códons está normalmente ausente, e as preferências dos códons são determinadas pelos vieses mutacionais característicos vistos naquele genoma específico. Exemplos disso são Homo sapiens (humano) e Helicobacter pylori. Organismos que mostram um nível intermediário de otimização de uso de códons incluem Drosophila melanogaster (moscas das frutas), Caenorhabditis elegans (verme nematódeo), Strongylocentrotus purpuratus (ouriço-do-mar) ou Arabidopsis thaliana (uma espécie de agrião, primeira planta cujo genoma foi completamente sequenciado). Diversas famílias virais (herpesvírus, lentivírus, papilomavírus, poliomavírus, adenovírus e parvovírus) são conhecidos por codificarem proteínas estruturais que exibem um uso de códons fortemente enviesados em comparação com a célula hospedeira. Sugeriu-se de que esses vieses de códon desempenham um papel na regulação temporal de suas proteínas tardias.
A natureza da otimização do tRNA de uso do códon tem sido intensamente debatida. Não está claro se as unidades de uso de códon conduzem a evolução do tRNA ou vice versa. Pelo menos um modelo matemático foi desenvolvido onde tanto o uso de códons quanto a expressão de tRNA coevoluem numa forma de feedback (i.e., códons já presentes em altas frequências aumentam a expressão de seus correspondentes tRNAs, e tRNAs normalmente expressos em altos níveis aumentam a frequência de seus códons correspondentes). No entanto, este modelo não parece ainda ter confirmação experimental. Outro problema é que a evolução dos genes de tRNA tem sido uma área de pesquisa muito inativa.